# الخط 7 لمترو باريس
الخط 7 لمترو باريس (بالفرنسية: Ligne 7 du métro de Paris) هو الخط السابع من مجموعة خطوط مترو باريس الستة عشر. يقع في باريس في فرنسا. افتتح في 1910. يقطع الخط العاصمة من الشمال الشرقي إلى الجنوب الشرقي، ويربط بين محطة لا كورنوف - 8 مايو 1945 في الشمال الشرقي في سين سان دوني بمحطتي مبنى بلدية إيفري وفيلجويف - لويس أراغون في الجنوب الشرقي في فال دو مارن ويمر عبر مركز باريس.

تم افتتاح الخط في 1910، ويعتبر الوحيد مع الخط 13 الذين لهما فرع. كان هذا الفرع في البداية موجود في الشمال، وتم فصله في 1967، أين الفرع الرابط بين لوي بلون وبريه سان جيرفيه أصبح مستقلا تحت اسم الخط 7 بيس. منذ 1982، تم إنشاء فرع جديد في جنوب الخط باتجاه الكرملين - بيساتر وفيلجويف - لويس أراغون وذلك بداية من محطة البيت الأبيض.

الخط 7 هو ثالث خط الأكثر استخداما ب129 مليون مسافر في 2009 (مع الخط 7 بيس). كذلك يعتبر من أطول خطوط الشبكة، وثاني أكثر الخطوط حسب عدد المحطات بعد الخط 8.

## التاريخ

### التسلسل الزمني
- 20 أبريل 1896: المجلس البلدي في باريس يتبنى مشروع شبكة فولجونس بيانفينو (Fulgence Bienvenüe).
- 1898: مشروع الربط الشعاعي الشمال شرقي بين محطة ساحة الدانوب ومحطة القصر الملكي.
- 5 نوفمبر 1910: فتح أول جزء من الخط بين محطة أوبرا ومحطة بورت دو لا فيلات.
- 18 يناير 1911: فتح الجزء الرابط بين محطة لوي بلون ومحطة بريه سان جيرفيه وذلك في شكل فرع.
- 1 يوليو 1916: التمديد جنوبا حتى القصر الملكي.
- 16 أبريل 1926: التمديد جنوبا حتى جسر ماري.
- 15 فبراير 1930: فتح الجزء الرابط بين محطة ساحة مونج ومحطة ساحة إيطاليا وخدم لمدة سنة الخط 10.
- 7 مارس 1930: التمديد حتى بورت دو شواسي لفائدة الخط 10.
- 3 يونيو 1930: التمديد حتى سولي - مورلون.
- 26 أبريل 1931: حفر النفق تحت نهر السين، والربط في ساحة مونج بالجزء الذي تم بنائه والمستخدم من قبل الخط 10 والتمديد جنوبا حتى بورت دو إيفري.
- 1 مايو 1946: التمديد جنوبا حتى مبنى بلدية إيفري.
- 3 ديسمبر 1967: الجزء الرابط بين محطة لوي بلون ومحطة بريه سان جيرفيه يصبح مستقلا تحت اسم الخط 7 بيس.
- 4 أكتوبر 1979: التمديد شمالا حتى حصن أوبارفيلييه.
- 10 ديسمبر 1982: إنشاء فرع جديد في الجنوب بين محطة البيت الأبيض ومحطة الكرملين - بيساتر.
- 28 فبراير 1985: تمديد هذا الفرع جنوبا حتى فيلجويف - لويس أراغون.
- 6 مايو 1987: التمديد شمالا حتى لا كورنوف - 8 مايو 1945.

## التخطيط والمحطات

### قائمة المحطات
في محطة البيت الأبيض، يوجد فرع يأخذ إلى محطة فيلجويف - لويس أراغون ويمر بثلاثة محطات أخرى، لذلك في محطة البيت الأبيض يمكن التبديل بين قطارين أحدهما يذهب للنهاية في محطة فيلجويف - لويس أراغون، والآخر يذهب للنهاية في محطة مبنى بلدية إيفري.
|                                              | المحطة                                 | المحطة                  | البلدية                                      | الخطوط والشبكات المتصلة |
| -------------------------------------------- | -------------------------------------- | ----------------------- | -------------------------------------------- | ----------------------- |
|                                              | لا كورنوف - 8 مايو 1945                | لا كورنوف - 8 مايو 1945 | لا كورونف                                    |                         |
| حصن أوبارفيلييه                              | حصن أوبارفيلييه                        | أوبرفيليي               |                                              |                         |
| أوبارفيلييه - بانتان - كاتر شومان            | أوبارفيلييه - بانتان - كاتر شومان      | أوبرفيليي/بانتان        |                                              |                         |
| بورت دو لا فيلات مدينة العلوم والصناعة       | بورت دو لا فيلات مدينة العلوم والصناعة | باريس (الدائرة 19)      |                                              |                         |
| كورونتان كاريو                               | كورونتان كاريو                         | باريس (الدائرة 19)      |                                              |                         |
| القرم                                        | القرم                                  | باريس (الدائرة 19)      |                                              |                         |
| ريكيه                                        | ريكيه                                  | باريس (الدائرة 19)      |                                              |                         |
| ستالينغراد                                   | ستالينغراد                             | باريس (الدائرة 10 و19)  |                                              |                         |
| لوي بلون                                     | لوي بلون                               | باريس (الدائرة 10)      |                                              |                         |
| شاتو لاندون                                  | شاتو لاندون                            | باريس (الدائرة 10)      | TER بيكاردي TER شامبان - أردان الخطوط الكبرى |                         |
| غار دو لاست فردان                            | غار دو لاست فردان                      | باريس (الدائرة 9 و10)   | TER بيكاردي TER شامبان - أردان الخطوط الكبرى |                         |
| بواسونيار                                    | بواسونيار                              | باريس (الدائرة 9)       |                                              |                         |
| كاديه                                        | كاديه                                  | باريس (الدائرة 9)       |                                              |                         |
| لو بولتييه                                   | لو بولتييه                             | باريس (الدائرة 9)       |                                              |                         |
| شوسيه دانتان - لافيات                        | شوسيه دانتان - لافيات                  | باريس (الدائرة 9)       |                                              |                         |
| أوبرا                                        | أوبرا                                  | باريس (الدائرة 2 و9)    |                                              |                         |
| بيراميد                                      | بيراميد                                | باريس (الدائرة 1)       |                                              |                         |
| القصر الملكي - متحف اللوفر                   | القصر الملكي - متحف اللوفر             | باريس (الدائرة 1)       |                                              |                         |
| جسر نوف                                      | جسر نوف                                | باريس (الدائرة 1)       |                                              |                         |
| شاتليه                                       | شاتليه                                 | باريس (الدائرة 1 و4)    |                                              |                         |
| جسر ماري مدينة الفنون                        | جسر ماري مدينة الفنون                  | باريس (الدائرة 4)       |                                              |                         |
| سولي - مورلون                                | سولي - مورلون                          | باريس (الدائرة 4)       |                                              |                         |
| جوسيو                                        | جوسيو                                  | باريس (الدائرة 5)       |                                              |                         |
| ساحة مونج حديقة النباتات - حلبات لوتاس       | ساحة مونج حديقة النباتات - حلبات لوتاس | باريس (الدائرة 5)       |                                              |                         |
| سونسييه - دوبنتون                            | سونسييه - دوبنتون                      | باريس (الدائرة 5)       |                                              |                         |
| ليه غوبلان                                   | ليه غوبلان                             | باريس (الدائرة 5 و13)   |                                              |                         |
| ساحة إيطاليا                                 | ساحة إيطاليا                           | باريس (الدائرة 13)      |                                              |                         |
| تولبياك                                      | تولبياك                                | باريس (الدائرة 13)      |                                              |                         |
|                                              | البيت الأبيض                           | باريس (الدائرة 13)      |                                              |                         |
| الكرملين - بيساتر                            | الكرملين - بيساتر                      |                         |                                              |                         |
| فيلجويف - ليو لاغرانج                        | فيلجويف                                |                         |                                              |                         |
| فيلجويف - بول فايون كوتورييه مستشفى بول بروس | فيلجويف                                |                         |                                              |                         |
| فيلجويف - لويس أراغون                        | فيلجويف                                |                         |                                              |                         |
| بورت دو إيطاليا                              | بورت دو إيطاليا                        | باريس (الدائرة 13)      |                                              |                         |
| بورت دو شواسي                                | بورت دو شواسي                          | باريس (الدائرة 13)      |                                              |                         |
| بورت دو إيفري                                | بورت دو إيفري                          | باريس (الدائرة 13)      |                                              |                         |
| بيار وماري كوري                              | بيار وماري كوري                        | إيفري سور سين           |                                              |                         |
| مبنى بلدية إيفري                             | مبنى بلدية إيفري                       | إيفري سور سين           |                                              |                         |

## السياحة
يمر الخط 7 بباريس كاملة من الشمال الشرقي حتى الجنوب الشرقي، ويمر بعدة أماكن مشهورة وسياحية، ومن أهمها:
- حي دو لا فيلات، الذي به خاصة مدينة العلوم والصناعة، لا جيود، سيناكس (محطة بورت دو لا فيلات).
- غار دو باريس أست (محطة غار دو لاست وشاتو لاندون).
- قصر غارنييه (محطة أوبرا).
- جسر نوف وقصر العملة (محطة جسر نوف).
- ساحة شاتليه والحي التي فيه (محطة شاتليه).
- ضفاف السين، جنوب حي لو ماريه وجزيرة سان لويس (محطة جسر ماري وسولي - مورلون).
- الجزء الشرقي من الحي اللاتيني (محطة جوسيو وساحة مونج وسونسييه - دوبنتون).
- ساحة إيطاليا وحي بوت أو كاي (محطة ساحة إيطاليا).
- الأحياء الآسيوية في باريس (محطة بورت دو إيطاليا وبورت دو شواسي وبورت دو إيفري).

## مقالات ذات صلة
- تطوير محطات مترو باريس
- قائمة محطات مترو باريس
- النقل العام في إيل دو فرانس
- باريس

## روابط خارجية
- الموقع الرسمي للهيئة الذاتية للنقل في باريس.